# Gordon Schildenfeld
Gordon Schildenfeld (Sebenico, 18 marzo 1985) è un ex calciatore croato, di ruolo difensore.

## Carriera

### Club
Di origini slovene e austriache, dopo aver iniziato la carriera calcistica in patria al Sibenik e alla Dinamo Zagabria, nel 2008 si trasferisce in Turchia, al Beşiktaş, dove disputa soltanto 8 partite. Nel 2008 viene acquistato in prestito dal Duisburg e successivamente dallo Sturm Graz, con il quale gioca per due stagioni.
Il 7 luglio 2011 si trasferisce nella squadra tedesca dell'Eintracht Francoforte.
Il 28 aprile 2015 viene ufficializzato che, al termine della stagione 2014-2015 il giocatore, in scadenza di contratto con la Dinamo Mosca tornerà in patria alla Dinamo Zagabria, firmando un contratto triennale.

### Nazionale
Nel 2009 ha debuttato con la Nazionale croata.
Viene convocato per gli Europei 2016 in Francia.

## Vita privata
La famiglia di Schildenfeld dal lato paterno è originaria della Slovenia ed è di origine austriaca. Schildenfeld ha incontrato sua moglie Christina Marsellou nel 2014 ad Atene. Il 22 marzo 2017 è nato il loro figlio Alexander Marsellos Schildenfeld. Due anni dopo, il 9 settembre 2019, hanno dato il benvenuto al loro secondo figlio, Bella Marsellou Schildenfeld.
Ha due figlie dal suo matrimonio precedente con Ivana Škugor.

## Statistiche

### Presenze e reti nei club
Statistiche aggiornate al 18 gennaio 2019.
| Stagione               | Squadra                | Campionato             | Campionato | Campionato | Coppe nazionali | Coppe nazionali | Coppe nazionali | Coppe continentali | Coppe continentali | Coppe continentali | Altre coppe | Altre coppe | Altre coppe | Totale | Totale | Totale |
| Stagione               | Squadra                | Comp                   | Pres       | Reti       | Comp            | Pres            | Reti            | Comp               | Pres               | Reti               | Comp        | Pres        | Reti        | Pres   | Reti   |        |
| ---------------------- | ---------------------- | ---------------------- | ---------- | ---------- | --------------- | --------------- | --------------- | ------------------ | ------------------ | ------------------ | ----------- | ----------- | ----------- | ------ | ------ | ------ |
| 2006-gen. 2007         | Sebenico               | 1. HNL                 | 17         | 0          | CC              | 2               | 0               | -                  | -                  | -                  | -           | -           | -           | 19     | 0      |        |
| gen.-giu. 2007         | Dinamo Zagabria        | 1. HNL                 | 15         | 1          | CC              | 4               | 1               | -                  | -                  | -                  | SC          | -           | -           | 19     | 2      |        |
| 2007-gen. 2008         | Dinamo Zagabria        | 1. HNL                 | 17         | 1          | CC              | 2               | 0               | UCL+CU             | 5+4                | 0                  | -           | -           | -           | 28     | 1      |        |
| gen.-giu. 2008         | Beşiktaş               | SL                     | 9          | 0          | TK              | 1               | 0               | UCL                | -                  | -                  | ST          | -           | -           | 10     | 0      |        |
| 2008-2009              | Duisburg               | ZL                     | 4          | 0          | CG              | 0               | 0               | -                  | -                  | -                  | -           | -           | -           | 4      | 0      |        |
| 2009-2010              | Sturm Graz             | BL                     | 34         | 1          | CA              | 6               | 2               | UEL                | 10                 | 0                  | -           | -           | -           | 50     | 3      |        |
| 2010-2011              | Sturm Graz             | BL                     | 36         | 2          | CA              | 2               | 1               | UEL                | 4                  | 1                  | -           | -           | -           | 42     | 4      |        |
| Totale Sturm Graz      | Totale Sturm Graz      | Totale Sturm Graz      | 70         | 3          |                 | 8               | 3               |                    | 14                 | 1                  |             | -           | -           | 92     | 7      |        |
| 2011-2012              | E. Francoforte         | ZL                     | 33         | 1          | CG              | 2               | 0               | -                  | -                  | -                  | -           | -           | -           | 35     | 1      |        |
| 2012-gen. 2013         | Dinamo Mosca           | PL                     | 6          | 0          | KR              | 0               | 0               | UEL                | 4                  | 0                  | -           | -           | -           | 10     | 0      |        |
| gen.-giu. 2013         | PAOK                   | SL                     | 11+4       | 0+1        | CG              | 4               | 0               | -                  | -                  | -                  | -           | -           | -           | 19     | 1      |        |
| 2013-2014              | Panathinaikos          | SL                     | 23+5       | 0          | CG              | 5               | 1               | -                  | -                  | -                  | -           | -           | -           | 33     | 1      |        |
| 2014-2015              | Panathinaikos          | SL                     | 25+4       | 1+1        | CG              | 2               | 0               | UCL+UEL            | 2+7                | 0                  | -           | -           | -           | 40     | 2      |        |
| Totale Panathinaikos   | Totale Panathinaikos   | Totale Panathinaikos   | 57         | 2          |                 | 7               | 1               |                    | 9                  | 0                  |             | -           | -           | 73     | 3      |        |
| 2015-2016              | Dinamo Zagabria        | 1.HNL                  | 11         | 0          | CC              | 3               | 0               | UCL                | 0                  | 0                  | -           | -           | -           | 14     | 0      |        |
| 2016-2017              | Dinamo Zagabria        | 1.HNL                  | 16         | 0          | CC              | 4               | 0               | UCL                | 9                  | 0                  | -           | -           | -           | 29     | 0      |        |
| Totale Dinamo Zagabria | Totale Dinamo Zagabria | Totale Dinamo Zagabria | 59         | 2          |                 | 13              | 1               |                    | 18                 | 0                  |             | -           | -           | 90     | 3      |        |
| 2017-2018              | Anorthosis             | AK                     | 25+10      | 2+1        | CC              | 4               | 1               |                    | -                  | -                  |             | -           | -           | 39     | 4      |        |
| 2018-2019              | Anorthosis             | AK                     | 15         | 0          | CC              | 1               | 0               | UEL                | 2                  | 0                  |             | -           | -           | 18     | 0      |        |
| Totale Anorthosis      | Totale Anorthosis      | Totale Anorthosis      | 50         | 3          |                 | 5               | 1               |                    | 2                  | 0                  |             | -           | -           | 57     | 4      |        |
| Totale carriera        | Totale carriera        | Totale carriera        | 320        | 12         |                 | 42              | 6               |                    | 47                 | 1                  |             | -           | -           | 409    | 19     |        |

### Cronologia presenze e reti in Nazionale
| Cronologia completa delle presenze e delle reti in nazionale ― Croazia | Cronologia completa delle presenze e delle reti in nazionale ― Croazia | Cronologia completa delle presenze e delle reti in nazionale ― Croazia | Cronologia completa delle presenze e delle reti in nazionale ― Croazia | Cronologia completa delle presenze e delle reti in nazionale ― Croazia | Cronologia completa delle presenze e delle reti in nazionale ― Croazia | Cronologia completa delle presenze e delle reti in nazionale ― Croazia | Cronologia completa delle presenze e delle reti in nazionale ― Croazia |
| Data                                                                   | Città                                                                  | In casa                                                                | Risultato                                                              | Ospiti                                                                 | Competizione                                                           | Reti                                                                   | Note                                                                   |
| ---------------------------------------------------------------------- | ---------------------------------------------------------------------- | ---------------------------------------------------------------------- | ---------------------------------------------------------------------- | ---------------------------------------------------------------------- | ---------------------------------------------------------------------- | ---------------------------------------------------------------------- | ---------------------------------------------------------------------- |
| 14-11-2009                                                             | Vinkovci                                                               | Croazia                                                                | 5 – 0                                                                  | Liechtenstein                                                          | Amichevole                                                             | -                                                                      | 59’                                                                    |
| 19-5-2010                                                              | Klagenfurt                                                             | Austria                                                                | 0 – 1                                                                  | Croazia                                                                | Amichevole                                                             | -                                                                      |                                                                        |
| 26-5-2010                                                              | Tallinn                                                                | Estonia                                                                | 0 – 0                                                                  | Croazia                                                                | Amichevole                                                             | -                                                                      |                                                                        |
| 11-8-2010                                                              | Bratislava                                                             | Slovacchia                                                             | 1 – 1                                                                  | Croazia                                                                | Amichevole                                                             | -                                                                      |                                                                        |
| 9-10-2010                                                              | Tel Aviv                                                               | Israele                                                                | 1 – 2                                                                  | Croazia                                                                | Qual. Euro 2012                                                        | -                                                                      |                                                                        |
| 12-10-2010                                                             | Zagabria                                                               | Croazia                                                                | 2 – 1                                                                  | Norvegia                                                               | Amichevole                                                             | -                                                                      |                                                                        |
| 17-11-2010                                                             | Zagabria                                                               | Croazia                                                                | 3 – 0                                                                  | Malta                                                                  | Qual. Euro 2012                                                        | -                                                                      |                                                                        |
| 11-11-2011                                                             | Istanbul                                                               | Turchia                                                                | 0 – 3                                                                  | Croazia                                                                | Qual. Euro 2012                                                        | -                                                                      |                                                                        |
| 15-11-2011                                                             | Zagabria                                                               | Croazia                                                                | 0 – 0                                                                  | Turchia                                                                | Qual. Euro 2012                                                        | -                                                                      |                                                                        |
| 29-2-2012                                                              | Zagabria                                                               | Croazia                                                                | 1 – 3                                                                  | Svezia                                                                 | Amichevole                                                             | -                                                                      |                                                                        |
| 25-5-2012                                                              | Pola                                                                   | Croazia                                                                | 3 – 1                                                                  | Estonia                                                                | Amichevole                                                             | -                                                                      | 46’                                                                    |
| 2-6-2012                                                               | Oslo                                                                   | Norvegia                                                               | 1 – 1                                                                  | Croazia                                                                | Amichevole                                                             | -                                                                      |                                                                        |
| 10-6-2012                                                              | Poznań                                                                 | Irlanda                                                                | 1 – 3                                                                  | Croazia                                                                | Euro 2012 - 1º turno                                                   | -                                                                      |                                                                        |
| 14-6-2012                                                              | Poznań                                                                 | Italia                                                                 | 1 – 1                                                                  | Croazia                                                                | Euro 2012 - 1º turno                                                   | -                                                                      | 86’                                                                    |
| 18-6-2012                                                              | Danzica                                                                | Croazia                                                                | 0 – 1                                                                  | Spagna                                                                 | Euro 2012 - 1º turno                                                   | -                                                                      |                                                                        |
| 11-9-2012                                                              | Bruxelles                                                              | Belgio                                                                 | 1 – 1                                                                  | Croazia                                                                | Qual. Mondiali 2014                                                    | -                                                                      | 48’                                                                    |
| 16-10-2012                                                             | Osijek                                                                 | Croazia                                                                | 2 – 0                                                                  | Galles                                                                 | Qual. Mondiali 2014                                                    | -                                                                      | 46’                                                                    |
| 26-3-2013                                                              | Swansea                                                                | Galles                                                                 | 1 – 2                                                                  | Croazia                                                                | Qual. Mondiali 2014                                                    | -                                                                      | 46’                                                                    |
| 7-6-2013                                                               | Zagabria                                                               | Croazia                                                                | 0 – 1                                                                  | Scozia                                                                 | Qual. Mondiali 2014                                                    | -                                                                      |                                                                        |
| 5-3-2014                                                               | San Gallo                                                              | Svizzera                                                               | 2 – 2                                                                  | Croazia                                                                | Amichevole                                                             | -                                                                      | 51’                                                                    |
| 31-5-2014                                                              | Osijek                                                                 | Croazia                                                                | 2 – 1                                                                  | Mali                                                                   | Amichevole                                                             | -                                                                      |                                                                        |
| 28-3-2015                                                              | Zagabria                                                               | Croazia                                                                | 5 – 1                                                                  | Norvegia                                                               | Qual. Euro 2016                                                        | 1                                                                      | 75’                                                                    |
| 12-6-2015                                                              | Spalato                                                                | Croazia                                                                | 1 – 1                                                                  | Italia                                                                 | Qual. Euro 2016                                                        | -                                                                      |                                                                        |
| 23-3-2016                                                              | Osijek                                                                 | Croazia                                                                | 2 – 0                                                                  | Israele                                                                | Amichevole                                                             | -                                                                      | 46’                                                                    |
| 26-3-2016                                                              | Budapest                                                               | Ungheria                                                               | 1 – 1                                                                  | Croazia                                                                | Amichevole                                                             | -                                                                      |                                                                        |
| 27-5-2016                                                              | Koprivnica                                                             | Croazia                                                                | 1 – 0                                                                  | Moldavia                                                               | Amichevole                                                             | -                                                                      | 46’                                                                    |
| 4-6-2016                                                               | Fiume                                                                  | Croazia                                                                | 10 – 0                                                                 | San Marino                                                             | Amichevole                                                             | -                                                                      |                                                                        |
| 12-6-2016                                                              | Parigi                                                                 | Turchia                                                                | 0 – 1                                                                  | Croazia                                                                | Euro 2016 - 1º turno                                                   | -                                                                      | 90’                                                                    |
| 17-6-2016                                                              | Saint-Étienne                                                          | Rep. Ceca                                                              | 2 – 2                                                                  | Croazia                                                                | Euro 2016 - 1º turno                                                   | -                                                                      | 90+3’                                                                  |
| Totale                                                                 |                                                                        | Presenze                                                               | 29                                                                     |                                                                        | Reti                                                                   | 1                                                                      |                                                                        |

| Cronologia completa delle presenze e delle reti in nazionale ― Croazia under 21 | Cronologia completa delle presenze e delle reti in nazionale ― Croazia under 21 | Cronologia completa delle presenze e delle reti in nazionale ― Croazia under 21 | Cronologia completa delle presenze e delle reti in nazionale ― Croazia under 21 | Cronologia completa delle presenze e delle reti in nazionale ― Croazia under 21 | Cronologia completa delle presenze e delle reti in nazionale ― Croazia under 21 | Cronologia completa delle presenze e delle reti in nazionale ― Croazia under 21 | Cronologia completa delle presenze e delle reti in nazionale ― Croazia under 21 |
| Data                                                                            | Città                                                                           | In casa                                                                         | Risultato                                                                       | Ospiti                                                                          | Competizione                                                                    | Reti                                                                            | Note                                                                            |
| ------------------------------------------------------------------------------- | ------------------------------------------------------------------------------- | ------------------------------------------------------------------------------- | ------------------------------------------------------------------------------- | ------------------------------------------------------------------------------- | ------------------------------------------------------------------------------- | ------------------------------------------------------------------------------- | ------------------------------------------------------------------------------- |
| 1-3-2006                                                                        | Fiume                                                                           | Croazia under 21                                                                | 2 – 1                                                                           | Danimarca under 21                                                              | Amichevole                                                                      | -                                                                               | 78’                                                                             |
| Totale                                                                          |                                                                                 | Presenze                                                                        | 1                                                                               |                                                                                 | Reti                                                                            | 0                                                                               |                                                                                 |

## Palmarès

### Club

#### Competizioni nazionali
- Campionato croato: 2

Dinamo Zagabria: 2006-2007, 2015-2016
- Coppa di Croazia: 2

Dinamo Zagabria: 2006-2007, 2015-2016
- Campionato austriaco: 1

Sturm Graz: 2010-2011
- Coppa d'Austria: 1

Sturm Graz: 2009-2010
- Coppa di Grecia: 1

Panathinaikos: 2013-2014
- Campionato cipriota: 1

Aris Limassol: 2022-2023